# Filips VI van Frankrijk
Filips VI van Valois (Frans: Philippe VI de Valois) (Fontainebleau, 1293 – Reims, 22 augustus 1350) was koning van Frankrijk van 1328 tot 1350. Hij was de zoon van Karel van Valois - deze op zijn beurt was de derde zoon van Filips III - en de eerste Franse koning van het huis Valois.

## Biografie
In 1328 stierf koning Karel IV van Frankrijk zonder een directe mannelijke troonopvolger. Zijn neef Filips, zoon van oom Karel van Valois, was een van de twee troonpretendenten, samen met neef koning Eduard III van Engeland, zoon van Isabella van Frankrijk, de zus van de vorige koning. Filips kreeg de steun van de pairs en kroonde zichzelf koning op 27 mei 1328 in Reims. Tijdens die kroning vroeg graaf Lodewijk I van Vlaanderen steun tegen de opstand van zijn burgers en boeren en op 23 augustus 1328 versloeg het Franse leger de Vlaamse opstand tijdens de Slag bij Kassel. Vóór de slag hadden de Vlamingen hem getart met een spandoek dat zijn legitimiteit als "gevonden" (verkozen) koning bevroeg.
Aanvankelijk bracht ook Eduard leenhulde voor zijn Franse bezittingen en erkende daarmee Filips als troonopvolger. Filips echter steunde de Schotten in hun strijd tegen de Engelse troon en bood in 1333 asiel aan de Schotse koning David II van Schotland. Eduard beschermde in 1334 de gevluchte Robert III van Artesië. In 1336 stuurde Filips zijn vloot van de Middellandse Zee naar de Noordzee en als gevolg bewapende de Engelse koning de inwoners van de kustdorpen en -steden en sprak het Parlement van Engeland ongevraagd zijn steun uit. Toen Eduard in 1336 echter met zijn eigen onderdanen in Aquitanië in conflict kwam, beriepen dezen zich op het Parlement in Parijs. Filips zag daarin een mogelijkheid om Eduard van zijn gewesten vervallen te verklaren waarop Eduard reageerde door zich alsnog tot koning van Frankrijk uit te roepen. Hiermee brak een dynastiek conflict uit dat zich ontwikkelde tot de Honderdjarige Oorlog. 
Met een huurlingenleger onder leiding van koning van Bohemen, graaf van Luxemburg Jan de Blinde veroverde Filips in 1339 grote delen van Guyenne. In 1338 kwam Eduard aan land in Antwerpen, met een expeditieleger probeerde Eduard steun te kopen. Eind 1339 trokken beide legers, geplaagd door financieringsproblemen, zich terug zonder een veldslag te hebben gevochten. In 1340 kwam de Engelse koning terug en won de Zeeslag bij Sluis, maar verloor de Slag bij Sint-Omaars en gaf hij het beleg van Doornik op, deels door te weinig geld om oorlog te voeren. Frankrijk en Engeland sloten de vijfjarige Wapenstilstand van Espléchin. 
In 1341 steunde Eduard graaf Jan van Montfort in de Bretonse Successieoorlog. Graaf Jan werd gevangen gezet en de zoon van Filips, kroonprins Jan, veroverde Bretagne. In 1342 landden de Engelsen en streden tegen de door Frankrijk gesteunde opvolger Karel van Blois. Pas in 1364, bij de Slag bij Auray, zou de successie van Bretagne beslist worden.
Het Engelse parlement stemde in 1344 in met een belasting om voor twee jaar grote expeditielegers te financieren. Zo konden de Engelsen in 1345 in Guyenne onder andere na de Slag bij Auberoche hun heerschappij over de regio opbouwen. Een massieve tegenaanval onder leiding van Jan II werd het jaar daarna opgezet.
In 1346 voerde Eduard een aanval uit op Normandië. Jan II brak zijn beleg van Aiguillon in Guyenne af. Filips voerde de Franse troepen aan in de Slag bij Crécy, die voor Frankrijk rampzalig verliep: er sneuvelde een groot aantal ridders, onder wie belangrijke bevelhebbers als koning van Bohemen Jan de Blinde, de graaf van Vlaanderen, de hertog van Lotharingen en de graaf van Alençon. Filips zelf raakte gewond en wist ternauwernood aan gevangenneming te ontsnappen. Koning Eduard veroverde Calais; pas in 1558 wisten de Fransen deze belangrijke stad te heroveren. De Franse Staten-Generaal weigerde een tegeninvasie van Engeland te financieren. 
In 1348 doodde een pestepidemie, de Zwarte Dood, een derde van de Franse bevolking. Het gebrek aan werkkrachten veroorzaakte een gigantische inflatie, waardoor het land alsmaar meer destabiliseerde. Ook Filips' echtgenote Johanna van Bourgondië stierf aan de pest in december 1349.
In 1349 wist Filips zijn grondgebied nog uit de breiden door het graafschap Dauphiné te kopen en de stad Montpellier. Al in januari 1350, toen zijn vrouw zes weken dood was, hertrouwde hij met de achttienjarige Blanca van Navarra (1331-1398), die eigenlijk verloofd was met zijn eigen zoon, kroonprins Jan. Deze daad vervreemdde hem van de kroonprins en van veel van zijn edelen.
Slechts acht maanden later stierf koning Filips VI bij Nogent-le-Roi (Eure-et-Loir) op 22 augustus 1350. Hij ligt samen met zijn eerste vrouw Johanna begraven in de kathedraal van Saint-Denis. Bij zijn dood was Frankrijk een verdeeld land, verteerd door sociale onrust. Hij werd opgevolgd door zijn zoon, koning Jan II van Frankrijk.

## Huwelijken en kinderen
In juli 1313 was Filips getrouwd met zijn achternicht Johanna van Bourgondië, dochter van hertog Robert II van Bourgondië en Agnes Capet (de dochter van koning Lodewijk IX van Frankrijk). Johanna wordt wel het 'brein achter de troon' genoemd. Haar zuster Margaretha van Bourgondië was getrouwd met koning Lodewijk X van Frankrijk, en in 1314 betrokken bij het overspelschandaal van de Tour de Nesle.
Het koppel kreeg meerdere kinderen:
- Jan II (26 april 1319 - 8 april 1364)
- Marie (1326 - 1333)
- Lodewijk (17 januari 1328 - 17 januari 1328)
- Lodewijk (8 juni 1330 - 23 juni 1330)
- Jan (1333 - 1333)
- Filips (1336 - 1375), hertog van Orléans
- Johanna (1337 - 1337)

Nadat Johanna stierf in 1349 hertrouwde Filips VI op 11 januari 1350 met prinses Blanca van Navarra, dochter van Johanna II van Navarra, die een kleindochter was van Lodewijk X van Frankrijk. Ze hadden een dochter:
- Johanna van Frankrijk (1351-1371).

## Kwartierstaat (voorouders)
| Lodewijk IX van Frankrijk (1214-1270) | Lodewijk IX van Frankrijk (1214-1270) | Lodewijk IX van Frankrijk (1214-1270) | Lodewijk IX van Frankrijk (1214-1270) | Lodewijk IX van Frankrijk (1214-1270) | Lodewijk IX van Frankrijk (1214-1270) | Margaretha van Provence (1221-1295)  | Margaretha van Provence (1221-1295)  | Margaretha van Provence (1221-1295)  | Margaretha van Provence (1221-1295)  | Margaretha van Provence (1221-1295) | Margaretha van Provence (1221-1295) |                              |                              | Jacobus I van Aragón (1208-1276)    | Jacobus I van Aragón (1208-1276)    | Jacobus I van Aragón (1208-1276)    | Jacobus I van Aragón (1208-1276)    | Jacobus I van Aragón (1208-1276)    | Jacobus I van Aragón (1208-1276)    | Jolanda van Hongarije (1215-1251) | Jolanda van Hongarije (1215-1251) | Jolanda van Hongarije (1215-1251) | Jolanda van Hongarije (1215-1251) | Jolanda van Hongarije (1215-1251) | Jolanda van Hongarije (1215-1251) |                                |                                | Karel van Anjou (ca. 1227-1285) | Karel van Anjou (ca. 1227-1285) | Karel van Anjou (ca. 1227-1285) | Karel van Anjou (ca. 1227-1285) | Karel van Anjou (ca. 1227-1285) | Karel van Anjou (ca. 1227-1285) | Beatrix van Provence (1229-1267)  | Beatrix van Provence (1229-1267)  | Beatrix van Provence (1229-1267)  | Beatrix van Provence (1229-1267)  | Beatrix van Provence (1229-1267)  | Beatrix van Provence (1229-1267)  |                                  |                                  | Stefanus V van Hongarije (1239-1272) | Stefanus V van Hongarije (1239-1272) | Stefanus V van Hongarije (1239-1272) | Stefanus V van Hongarije (1239-1272) | Stefanus V van Hongarije (1239-1272) | Stefanus V van Hongarije (1239-1272) | Elisabeth van Koemanië (ca. 1240-ca. 1290) | Elisabeth van Koemanië (ca. 1240-ca. 1290) | Elisabeth van Koemanië (ca. 1240-ca. 1290) | Elisabeth van Koemanië (ca. 1240-ca. 1290) | Elisabeth van Koemanië (ca. 1240-ca. 1290) | Elisabeth van Koemanië (ca. 1240-ca. 1290) |  |  |  |  |  |  |  |  |  |  |  |  |  |  |  |  |  |  |  |  |  |  |  |  |  |  |  |  |  |  |  |  |  |  |  |  |  |  |  |  |  |  |  |  |  |  |  |  |
| Lodewijk IX van Frankrijk (1214-1270) | Lodewijk IX van Frankrijk (1214-1270) | Lodewijk IX van Frankrijk (1214-1270) | Lodewijk IX van Frankrijk (1214-1270) | Lodewijk IX van Frankrijk (1214-1270) | Lodewijk IX van Frankrijk (1214-1270) | Margaretha van Provence (1221-1295)  | Margaretha van Provence (1221-1295)  | Margaretha van Provence (1221-1295)  | Margaretha van Provence (1221-1295)  | Margaretha van Provence (1221-1295) | Margaretha van Provence (1221-1295) |                              |                              | Jacobus I van Aragón (1208-1276)    | Jacobus I van Aragón (1208-1276)    | Jacobus I van Aragón (1208-1276)    | Jacobus I van Aragón (1208-1276)    | Jacobus I van Aragón (1208-1276)    | Jacobus I van Aragón (1208-1276)    | Jolanda van Hongarije (1215-1251) | Jolanda van Hongarije (1215-1251) | Jolanda van Hongarije (1215-1251) | Jolanda van Hongarije (1215-1251) | Jolanda van Hongarije (1215-1251) | Jolanda van Hongarije (1215-1251) |                                |                                | Karel van Anjou (ca. 1227-1285) | Karel van Anjou (ca. 1227-1285) | Karel van Anjou (ca. 1227-1285) | Karel van Anjou (ca. 1227-1285) | Karel van Anjou (ca. 1227-1285) | Karel van Anjou (ca. 1227-1285) | Beatrix van Provence (1229-1267)  | Beatrix van Provence (1229-1267)  | Beatrix van Provence (1229-1267)  | Beatrix van Provence (1229-1267)  | Beatrix van Provence (1229-1267)  | Beatrix van Provence (1229-1267)  |                                  |                                  | Stefanus V van Hongarije (1239-1272) | Stefanus V van Hongarije (1239-1272) | Stefanus V van Hongarije (1239-1272) | Stefanus V van Hongarije (1239-1272) | Stefanus V van Hongarije (1239-1272) | Stefanus V van Hongarije (1239-1272) | Elisabeth van Koemanië (ca. 1240-ca. 1290) | Elisabeth van Koemanië (ca. 1240-ca. 1290) | Elisabeth van Koemanië (ca. 1240-ca. 1290) | Elisabeth van Koemanië (ca. 1240-ca. 1290) | Elisabeth van Koemanië (ca. 1240-ca. 1290) | Elisabeth van Koemanië (ca. 1240-ca. 1290) |  |  |  |  |  |  |  |  |  |  |  |  |  |  |  |  |  |  |  |  |  |  |  |  |  |  |  |  |  |  |  |  |  |  |  |  |  |  |  |  |  |  |  |  |  |  |  |  |
|                                       |                                       |                                       |                                       |                                       |                                       |                                      |                                      |                                      |                                      |                                     |                                     |                              |                              |                                     |                                     |                                     |                                     |                                     |                                     |                                   |                                   |                                   |                                   |                                   |                                   |                                |                                |                                 |                                 |                                 |                                 |                                 |                                 |                                   |                                   |                                   |                                   |                                   |                                   |                                  |                                  |                                      |                                      |                                      |                                      |                                      |                                      |                                            |                                            |                                            |                                            |                                            |                                            |  |  |  |  |  |  |  |  |  |  |  |  |  |  |  |  |  |  |  |  |  |  |  |  |  |  |  |  |  |  |  |  |  |  |  |  |  |  |  |  |  |  |  |  |  |  |  |  |
|                                       |                                       |                                       |                                       | Filips III van Frankrijk (1245-1285)  | Filips III van Frankrijk (1245-1285)  | Filips III van Frankrijk (1245-1285) | Filips III van Frankrijk (1245-1285) | Filips III van Frankrijk (1245-1285) | Filips III van Frankrijk (1245-1285) |                                     |                                     |                              |                              |                                     |                                     | Isabella van Aragón (1247-1271)     | Isabella van Aragón (1247-1271)     | Isabella van Aragón (1247-1271)     | Isabella van Aragón (1247-1271)     | Isabella van Aragón (1247-1271)   | Isabella van Aragón (1247-1271)   |                                   |                                   |                                   |                                   |                                |                                |                                 |                                 |                                 |                                 | Karel II van Napels (1254-1309) | Karel II van Napels (1254-1309) | Karel II van Napels (1254-1309)   | Karel II van Napels (1254-1309)   | Karel II van Napels (1254-1309)   | Karel II van Napels (1254-1309)   |                                   |                                   |                                  |                                  |                                      |                                      | Maria van Hongarije (1257-1323)      | Maria van Hongarije (1257-1323)      | Maria van Hongarije (1257-1323)      | Maria van Hongarije (1257-1323)      | Maria van Hongarije (1257-1323)            | Maria van Hongarije (1257-1323)            |                                            |                                            |                                            |                                            |  |  |  |  |  |  |  |  |  |  |  |  |  |  |  |  |  |  |  |  |  |  |  |  |  |  |  |  |  |  |  |  |  |  |  |  |  |  |  |  |  |  |  |  |  |  |  |  |
|                                       |                                       |                                       |                                       | Filips III van Frankrijk (1245-1285)  | Filips III van Frankrijk (1245-1285)  | Filips III van Frankrijk (1245-1285) | Filips III van Frankrijk (1245-1285) | Filips III van Frankrijk (1245-1285) | Filips III van Frankrijk (1245-1285) |                                     |                                     |                              |                              |                                     |                                     | Isabella van Aragón (1247-1271)     | Isabella van Aragón (1247-1271)     | Isabella van Aragón (1247-1271)     | Isabella van Aragón (1247-1271)     | Isabella van Aragón (1247-1271)   | Isabella van Aragón (1247-1271)   |                                   |                                   |                                   |                                   |                                |                                |                                 |                                 |                                 |                                 | Karel II van Napels (1254-1309) | Karel II van Napels (1254-1309) | Karel II van Napels (1254-1309)   | Karel II van Napels (1254-1309)   | Karel II van Napels (1254-1309)   | Karel II van Napels (1254-1309)   |                                   |                                   |                                  |                                  |                                      |                                      | Maria van Hongarije (1257-1323)      | Maria van Hongarije (1257-1323)      | Maria van Hongarije (1257-1323)      | Maria van Hongarije (1257-1323)      | Maria van Hongarije (1257-1323)            | Maria van Hongarije (1257-1323)            |                                            |                                            |                                            |                                            |  |  |  |  |  |  |  |  |  |  |  |  |  |  |  |  |  |  |  |  |  |  |  |  |  |  |  |  |  |  |  |  |  |  |  |  |  |  |  |  |  |  |  |  |  |  |  |  |
|                                       |                                       |                                       |                                       |                                       |                                       |                                      |                                      |                                      |                                      | Karel van Valois (1270-1325)        | Karel van Valois (1270-1325)        | Karel van Valois (1270-1325) | Karel van Valois (1270-1325) | Karel van Valois (1270-1325)        | Karel van Valois (1270-1325)        |                                     |                                     |                                     |                                     |                                   |                                   |                                   |                                   |                                   |                                   |                                |                                |                                 |                                 |                                 |                                 |                                 |                                 |                                   |                                   |                                   |                                   | Margaretha van Anjou (1273-1299)  | Margaretha van Anjou (1273-1299)  | Margaretha van Anjou (1273-1299) | Margaretha van Anjou (1273-1299) | Margaretha van Anjou (1273-1299)     | Margaretha van Anjou (1273-1299)     |                                      |                                      |                                      |                                      |                                            |                                            |                                            |                                            |                                            |                                            |  |  |  |  |  |  |  |  |  |  |  |  |  |  |  |  |  |  |  |  |  |  |  |  |  |  |  |  |  |  |  |  |  |  |  |  |  |  |  |  |  |  |  |  |  |  |  |  |
|                                       |                                       |                                       |                                       |                                       |                                       |                                      |                                      |                                      |                                      | Karel van Valois (1270-1325)        | Karel van Valois (1270-1325)        | Karel van Valois (1270-1325) | Karel van Valois (1270-1325) | Karel van Valois (1270-1325)        | Karel van Valois (1270-1325)        |                                     |                                     |                                     |                                     |                                   |                                   |                                   |                                   |                                   |                                   |                                |                                |                                 |                                 |                                 |                                 |                                 |                                 |                                   |                                   |                                   |                                   | Margaretha van Anjou (1273-1299)  | Margaretha van Anjou (1273-1299)  | Margaretha van Anjou (1273-1299) | Margaretha van Anjou (1273-1299) | Margaretha van Anjou (1273-1299)     | Margaretha van Anjou (1273-1299)     |                                      |                                      |                                      |                                      |                                            |                                            |                                            |                                            |                                            |                                            |  |  |  |  |  |  |  |  |  |  |  |  |  |  |  |  |  |  |  |  |  |  |  |  |  |  |  |  |  |  |  |  |  |  |  |  |  |  |  |  |  |  |  |  |  |  |  |  |
|                                       |                                       |                                       |                                       |                                       |                                       |                                      |                                      |                                      |                                      |                                     |                                     |                              |                              |                                     |                                     |                                     |                                     |                                     |                                     |                                   |                                   |                                   |                                   |                                   |                                   |                                |                                |                                 |                                 |                                 |                                 |                                 |                                 |                                   |                                   |                                   |                                   |                                   |                                   |                                  |                                  |                                      |                                      |                                      |                                      |                                      |                                      |                                            |                                            |                                            |                                            |                                            |                                            |  |  |  |  |  |  |  |  |  |  |  |  |  |  |  |  |  |  |  |  |  |  |  |  |  |  |  |  |  |  |  |  |  |  |  |  |  |  |  |  |  |  |  |  |  |  |  |  |
|                                       |                                       |                                       |                                       |                                       |                                       |                                      |                                      |                                      |                                      |                                     |                                     |                              |                              |                                     |                                     |                                     |                                     |                                     |                                     |                                   |                                   |                                   |                                   |                                   |                                   |                                |                                |                                 |                                 |                                 |                                 |                                 |                                 |                                   |                                   |                                   |                                   |                                   |                                   |                                  |                                  |                                      |                                      |                                      |                                      |                                      |                                      |                                            |                                            |                                            |                                            |                                            |                                            |  |  |  |  |  |  |  |  |  |  |  |  |  |  |  |  |  |  |  |  |  |  |  |  |  |  |  |  |  |  |  |  |  |  |  |  |  |  |  |  |  |  |  |  |  |  |  |  |
|                                       |                                       |                                       |                                       | Isabella van Valois (1292-1309)       | Isabella van Valois (1292-1309)       | Isabella van Valois (1292-1309)      | Isabella van Valois (1292-1309)      | Isabella van Valois (1292-1309)      | Isabella van Valois (1292-1309)      |                                     |                                     |                              |                              | Filips VI van Frankrijk (1293-1350) | Filips VI van Frankrijk (1293-1350) | Filips VI van Frankrijk (1293-1350) | Filips VI van Frankrijk (1293-1350) | Filips VI van Frankrijk (1293-1350) | Filips VI van Frankrijk (1293-1350) |                                   |                                   |                                   |                                   | Johanna van Valois (1294-1352)    | Johanna van Valois (1294-1352)    | Johanna van Valois (1294-1352) | Johanna van Valois (1294-1352) | Johanna van Valois (1294-1352)  | Johanna van Valois (1294-1352)  |                                 |                                 |                                 |                                 | Margaretha van Valois (1295-1342) | Margaretha van Valois (1295-1342) | Margaretha van Valois (1295-1342) | Margaretha van Valois (1295-1342) | Margaretha van Valois (1295-1342) | Margaretha van Valois (1295-1342) |                                  |                                  |                                      |                                      | Karel II van Alençon (1297-1346)     | Karel II van Alençon (1297-1346)     | Karel II van Alençon (1297-1346)     | Karel II van Alençon (1297-1346)     | Karel II van Alençon (1297-1346)           | Karel II van Alençon (1297-1346)           |                                            |                                            |                                            |                                            |  |  |  |  |  |  |  |  |  |  |  |  |  |  |  |  |  |  |  |  |  |  |  |  |  |  |  |  |  |  |  |  |  |  |  |  |  |  |  |  |  |  |  |  |  |  |  |  |